# Шахтна компресорна установка
Ша́хтна компре́сорна установка (устава) (рос. шахтная компрессорная установка, нім. Gruben-Kompressorenanlage f) — призначена для вироблення і подачі стиснутого повітря, що служить для живлення гірничих машин і устаткування з пневматичним приводом (комбайнів, лебідок, породонавантажувальних машин, бурозбійних верстатів, бурильних і відбійних молотків і ін.)

## Загальна характеристика
Найбільше поширення одержали на шахтах із пластами крутого падіння. Стиснене повітря виробляється стаціонарними поверхневими чи пересувними компресорними установками. Серійно випускаються: пересувний компресор ЗИФ-ШВ-5, компресорні установки К-500-51-1. В останні роки ДВАТ «НДІГМ ім. М. М. Федорова» (м. Донецьк) створені нові високоефективні шахтні пересувні компресорні установки (продуктивність 5—10 м3/хв.), що працюють без постійної присутності обслуговчого персоналу, і напівстаціонарні підземні компресорні станції підвищеної продуктивності (50 — 150 м3/хв.). Створено пересувну компресорну уставу ПШКУ-6.7, що виробляє стиснене повітря підвищеної чистоти без постійної присутності обслуговчого персоналу. Розроблений ряд ґвинтових компресорів продуктивністю від 5 до 50 м3/хв., ряд ґвинтових пневматичних двигунів підвищеної потужності(до 90 кВт) і економічності для енергоємних виймальних машин шахт із крутими пластами. Важливим технічним рішенням є створення негорючої робочої рідини для використання в компресорних станціях і установках, а також установки імпульсно-вакуумного очищення теплообмінників і ін. На шахтах застосовують «Посібник з технічного обслуговування і ремонту шахтних стаціонарних компресорних установок».